# Sageretia horrida
Sageretia horrida är en brakvedsväxtart som beskrevs av Ferdinand Albin Pax och Käthe Hoffmann.
Sageretia horrida ingår i släktet Sageretia och familjen brakvedsväxter. Inga underarter finns listade i Catalogue of Life.